# That’s Rich

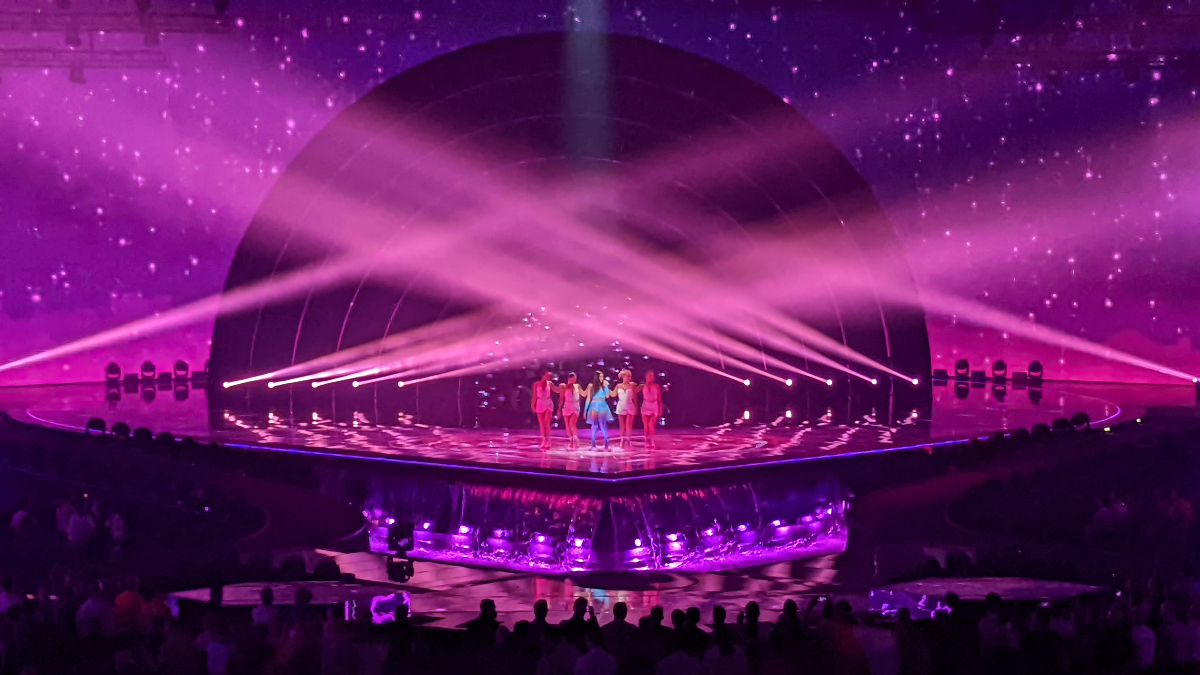
Brooke Scullion beim Eurovision Song Contest 2022

That’s Rich (englisch sinngemäß für Das ist ein starkes Stück) ist ein englischsprachiger Popsong, der von Brooke Scullion, Izzy Warner und Karl Zine komponiert und getextet wurde. Mit dem Titel vertrat Scullion Irland beim Eurovision Song Contest 2022 in Turin.

## Hintergrund
Im September 2021 kündigte die irische Rundfunkanstalt Raidió Teilifís Éireann an, dass man für den nächsten Eurovision Song Contest den Beitrag über eine Vorentscheidung aussuchen werde und bat Komponisten und Interpreten, Beiträge einzureichen. In der Woche ab 17. Januar 2022 wurden alle ausgewählten Beiträge nacheinander bei RTÉ Radio 1 vorgestellt, unter ihnen auch der Titel That’s Rich von Brooke Scullion.
Die Vorentscheidung fand am 4. Februar unter dem Titel Eurovision 2022 Late Late Show Special statt. Diese konnte Scullion mit 24 Punkten für sich entscheiden, wobei die Höchstpunktzahl von den Zuschauern und der internationalen Jury kamen und die inländische Jury lediglich vier Punkte vergab.
Der Titel wurde von Scullion gemeinsam mit Izzy Warner und Karl Zine komponiert und getextet. Zine produzierte ihn außerdem. Das Mastering erfolgte durch Nikodem Milewski, die Abmischung wurde durch Jeremy Wheatley durchgeführt.

## Inhaltliches
Scullion erläuterte, dass sie sich beim Schreiben des Songs von der Autobiografie von Debbie Harry inspirieren ließ und versuchte, ihre Lebenseinstellung im Lied zusammenzufassen. Der Titel handele davon, sich nicht mit jemandem zufriedenzugeben, der die eigenen Bedürfnisse nicht erfülle.

## Veröffentlichung
Der Titel wurde am 19. Januar 2022 veröffentlicht. Außerdem erschien ein Musikvideo.

## Rezeption
Nach dem Sieg bei der Vorentscheidung wurde die Frage eines möglichen Regelverstoßes gestellt, nachdem ein Blogger entdeckte, dass Scullion das Lied bereits im April 2021 aufgeführt habe. Da Eurovisions-Beiträge nicht vor dem September des jeweiligen Vorjahres veröffentlicht werden dürfen, habe es an RTÉ gelegen, den Titel zu disqualifizieren. Andererseits seien auch vorher schon Wettbewerbsbeiträge ohne Konsequenzen früher veröffentlicht worden, da der mögliche Wettbewerbsvorteil als zu niedrig eingestuft wurde.

## Beim Eurovision Song Contest
Irland wurde ein Platz in der zweiten Hälfte des zweiten Halbfinale des Eurovision Song Contest 2022 zugelost, welches am 12. Mai stattfinden wird. Am 29. März wurde bekanntgegeben, dass das Land die Startnummer 10 erhalten hat.

## Chartplatzierungen
| ChartsChartplatzierungen | Höchstplatzierung | Wochen |
| ------------------------ | ----------------- | ------ |
| Irland (IRMA)            | 54 (1 Wo.)        | 1      |